# 查普尔特佩克城堡
查普尔特佩克城堡（西班牙语：Castillo de Chapultepec）位于墨西哥城查普尔特佩克山顶的查普尔特佩克公园，海拔高度2,325米。查普尔特佩克意为“蝗虫山”，曾是阿兹台克人的圣地，其上的建筑物在历史上曾用于多种用途，包括军校，皇室住所，总统官邸，气象台，目前是国立博物馆。
查普尔特佩克城堡是美洲大陆唯一的皇家城堡，也是北美洲历史上唯一的君主住所：1864-1867年墨西哥第二帝国的马西米连诺一世皇帝及其配偶卡洛塔皇后。
墨西哥第二帝国覆滅後，城堡成為墨西哥總統官邸，直到1933年就任的卡德納斯總統改為墨西哥歷史博物館。

## 外部連結
- Nacional de Historia – Website[永久]